# Dsoraget
Pour l’article homonyme, voir Dzoraget.
Dsoraget ou Dzoraget (en arménien Ձորագետ ) est une communauté rurale du marz de Lorri en Arménie. En 2008, elle compte 259 habitants.